# Farhat Hnana
Farhat Hnana est un acteur, metteur en scène, scénariste et professeur de théâtre tunisien.
Il est connu pour son rôle de Mongi dans la série télévisée Nsibti Laaziza. Il a également eu plusieurs expériences théâtrales en tant qu'acteur ou metteur en scène. Il a par ailleurs participé à quelques films comme Croix X de Madih Belaïd, Pourquoi moi ? d'Amine Chiboub et Jeudi après-midi de Mohamed Damak.

## Biographie
Il participe à des spots publicitaires, ce qui lui permet de décrocher en 2005 le rôle de Si Zéhi, l'un des patients principaux de Slimane, dans la série Choufli Hal.
En 2010, il écrit le scénario de sa propre série, Nsibti Laaziza, avec Younes Ferhi ; cette dernière est réalisée par Slaheddine Essid et diffusée sur Nessma pendant le mois du ramadan.
Le succès de la série le fait participer à une publicité d'El Mazraa où il s'exprime dans le dialecte sfaxien.
En 2011, il reçoit le prix du meilleur scénariste avec Younes Ferhi pour Nsibti Laaziza aux Romdhane Awards, attribués par Mosaïque FM.

## Filmographie

### Cinéma
- 2006 : Croix X (court métrage) de Madih Belaïd : César
- 2011 : Pourquoi moi ? (court métrage) d'Amine Chiboub
- 2012 : Jeudi après-midi de Mohamed Damak
- 2020 : Rebelote de Kaïs Chekir : soupçonné du crime

### Télévision
- 1998 : Îchqa w Hkeyet de Slaheddine Essid et Ali Louati
- 2001 :  Mahkitlekchi de Khalfallah Khalsi
- 2003 : Chez Azaïez de Slaheddine Essid et Hatem Bel Hadj
- 2004 : Loutil de Slaheddine Essid et Hatem Bel Hadj
- 2005 :
  - Halloula w Slouma d'Ibrahim Letaïef et Farès Naânaâ : Néjib
  - Café Jalloul de Lotfi Ben Sassi, Imed Ben Hmida et Mohamed Damak : Chaâbane alias Chaaboula
- 2005-2008 : Choufli Hal de Slaheddine Essid et Abdelkader Jerbi (invité d'honneur des épisodes 6 et 20 de la saison 1, des épisodes 1 et 12 de la saison 3 et des épisodes 3, 12 et 18 de la saison 4) : Si Zéhi
- 2010-2018 : Nsibti Laaziza de Slaheddine Essid et Younes Ferhi : Mongi Gavayess
- 2012 : Dar Louzir de Slaheddine Essid : Nouri le chef pâtissier
- 2013-2014 : Caméra Café d'Ibrahim Letaïef : Chdoula
- 2015 : Dar Elozzab de Lassaad Oueslati : invité d'honneur
- 2022 : Zina et Aziza de Zied Litayem et Sonia Ben Belgacem : Naceur
- 2023 : Lella Cendrillon d'Ibrahim Fakhr et Sonia Ben Belgacem : Ftita

## Scénariste
- 2010-2015 : Nsibti Laaziza avec Younes Ferhi

## Théâtre
- 1997 : Amour d'automne d'Ezzedine Gannoun et Abdelhamid Yahiaoui